# Rue Eugène-Manuel
La rue Eugène-Manuel est une voie du 16e arrondissement de Paris, en France.

## Situation et accès
La rue Eugène-Manuel est une courte voie publique, d'environ 200 mètres, située dans le 16e arrondissement de Paris. Elle débute au 7, rue Claude-Chahu et se termine au 65, avenue Paul-Doumer.
Lotie en peu de temps au début du XXe siècle, cette rue affiche une facture homogène de style post-haussmannien avec quelques bâtiments présentant des décorations Art nouveau.
Le quartier est desservi par la ligne 9 à la station La Muette, par la ligne 6 à la station Passy.

## Origine du nom

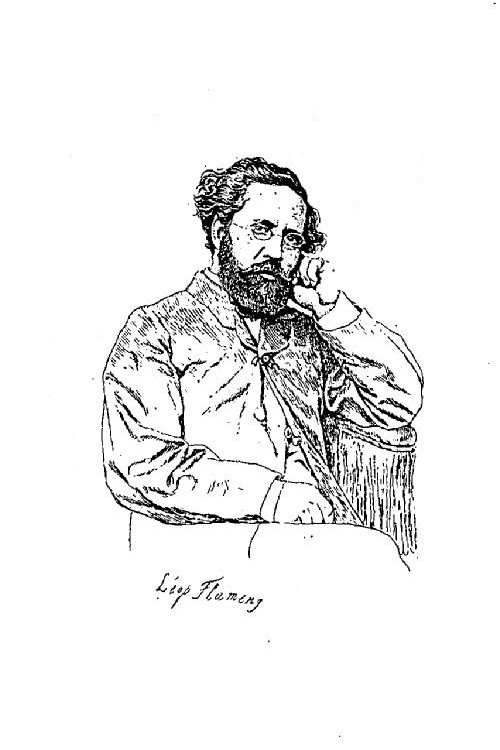
Portrait d’Eugène Manuel.

La rue a été nommée en l'honneur du poète Eugène Manuel (1823-1901).

## Historique
Cette rue, ouverte entre les rues Claude-Chahu et Francisque-Sarcey en 1897, prend sa dénomination actuelle par un arrêté du 5 avril 1904. Elle est prolongée jusqu'à la rue Paul-Saunière en 1908 puis jusqu'à l'avenue Paul-Doumer en 1937.

## Bâtiments remarquables et lieux de mémoire

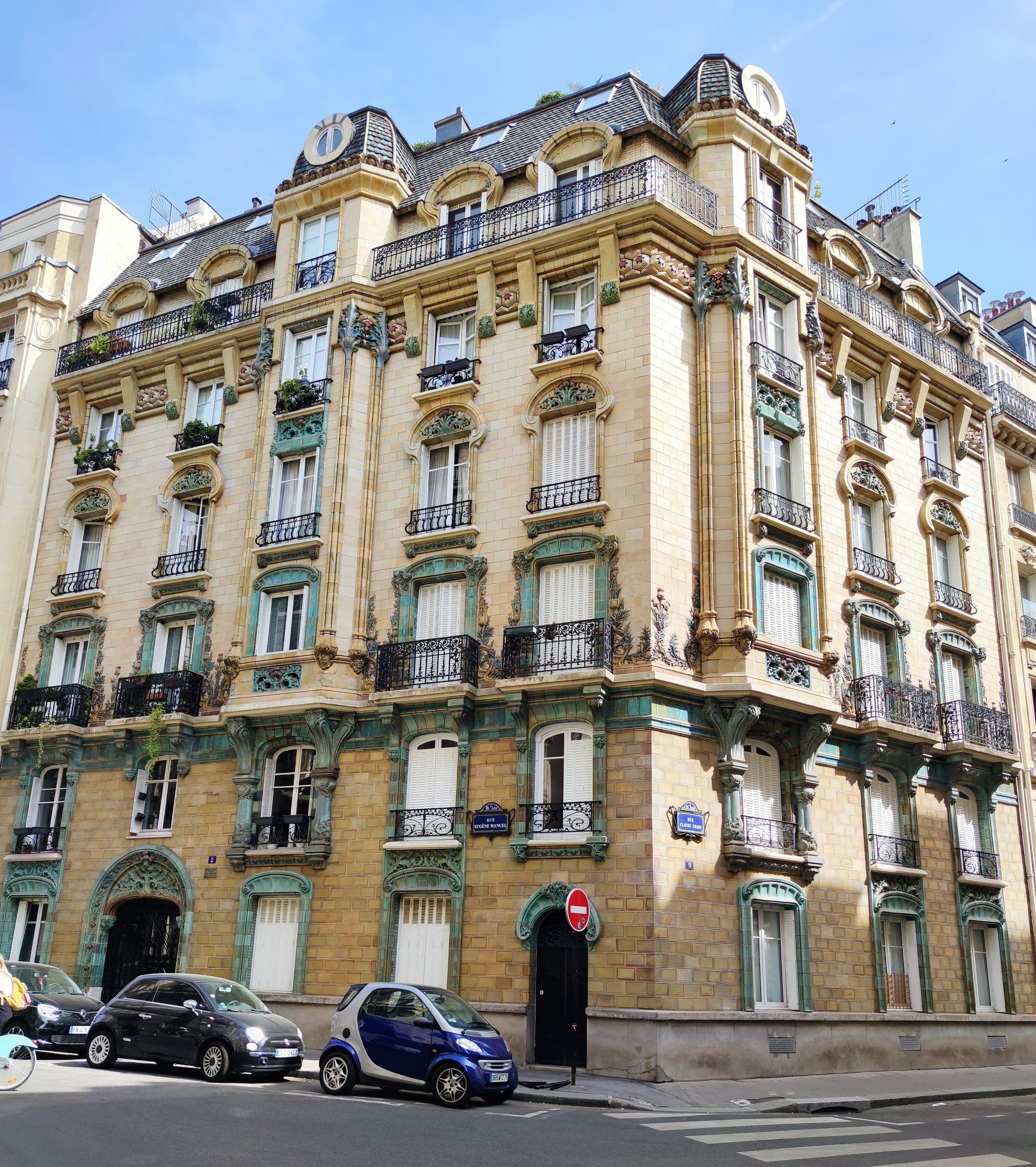
Immeuble Les Chardons, au carrefour entre la rue Eugène-Manuel et la rue Claude-Chahu.

- No 2 : immeuble Les Chardons, immeuble construit en 1903 par l'architecte Charles Klein, est un bâtiment dans le style de l'Art nouveau qui a son entrée principale au numéro 2 de cette rue. Le céramiste est Émile Muller. C'est un de immeubles les plus connus de Paris. En 2008, Mona Achache y a tourné Le Hérisson, libre adaptation du roman L'Élégance du hérisson de Muriel Barbery. Certaines scènes du film Chéri de Stephen Frears y ont été tournées en 2009[2].
- Nos 4, 4 bis, 6, 6 bis, 8 et 16 : immeubles dus à l'architecte Léon Doinet, qui a fait beaucoup pour la salubrité des logements (voir la rue Paul-Saunière et le coin de la rue Eugène-Manuel).
- Nos 5-7 (angle villa Eugène-Manuel) : immeuble de style Art déco construit en 1926 par l’architecte Henri Dubouillon, signé en façade[3].
- No 7 : villa Eugène-Manuel, voie privée.
- No 24 : l'écrivain Jacques d'Adelswärd-Fersen s'y installe en 1908.